# Lijst van nummer 1-hits in Spanje in 2016
Deze hits stonden in 2015 op nummer 1 in de Spaanse Single Top 50, later Top 100, de bekendste hitlijst in Spanje.
| Datum        | Artiest                                                         | Titel                                            |
| ------------ | --------------------------------------------------------------- | ------------------------------------------------ |
| 3 januari    | Adele                                                           | Hello                                            |
| 10 januari   | Pablo López & Juanes                                            | Tu enemigo                                       |
| 17 januari   | Pablo López & Juanes                                            | Tu enemigo                                       |
| 24 januari   | Pablo López & Juanes                                            | Tu enemigo                                       |
| 31 januari   | Matt Simons                                                     | Catch & release (Deepend remix)                  |
| 7 februari   | Matt Simons                                                     | Catch & release (Deepend remix)                  |
| 14 februari  | Matt Simons                                                     | Catch & release (Deepend remix)                  |
| 21 februari  | Matt Simons                                                     | Catch & release (Deepend remix)                  |
| 28 februari  | Matt Simons                                                     | Catch & release (Deepend remix)                  |
| 6 maart      | Matt Simons                                                     | Catch & release (Deepend remix)                  |
| 13 maart     | Alan Walker                                                     | Faded                                            |
| 20 maart     | Alan Walker                                                     | Faded                                            |
| 27 maart     | Matt Simons                                                     | Catch & release (Deepend remix)                  |
| 3 april      | Matt Simons                                                     | Catch & release (Deepend remix)                  |
| 10 april     | Matt Simons                                                     | Catch & release (Deepend remix)                  |
| 17 april     | Matt Simons                                                     | Catch & release (Deepend remix)                  |
| 24 april     | Enrique Iglesias & Wisin                                        | Duele el corazón                                 |
| 1 mei        | Enrique Iglesias & Wisin                                        | Duele el corazón                                 |
| 8 mei        | Enrique Iglesias & Wisin                                        | Duele el corazón                                 |
| 15 mei       | Enrique Iglesias & Wisin                                        | Duele el corazón                                 |
| 22 mei       | Enrique Iglesias & Wisin                                        | Duele el corazón                                 |
| 29 mei       | Dani Martin                                                     | Las ganas                                        |
| 5 juni       | Enrique Iglesias & Wisin                                        | Duele el corazón                                 |
| 12 juni      | Enrique Iglesias & Wisin                                        | Duele el corazón                                 |
| 19 juni      | Enrique Iglesias & Wisin                                        | Duele el corazón                                 |
| 26 juni      | Enrique Iglesias & Wisin                                        | Duele el corazón                                 |
| 3 juli       | Enrique Iglesias & Wisin                                        | Duele el corazón                                 |
| 10 juli      | Enrique Iglesias & Wisin                                        | Duele el corazón                                 |
| 17 juli      | Carlos Vives & Shakira                                          | La bicicleta                                     |
| 24 juli      | Alejandro Sanz & Marc Anthony                                   | Deja que te bese                                 |
| 31 juli      | Alejandro Sanz & Marc Anthony                                   | Deja que te bese                                 |
| 7 augustus   | Carlos Vives & Shakira                                          | La bicicleta                                     |
| 14 augustus  | Carlos Vives & Shakira                                          | La bicicleta                                     |
| 21 augustus  | Carlos Vives & Shakira                                          | La bicicleta                                     |
| 28 augustus  | Carlos Vives & Shakira                                          | La bicicleta                                     |
| 4 september  | Carlos Vives & Shakira                                          | La bicicleta                                     |
| 11 september | Carlos Vives & Shakira                                          | La bicicleta                                     |
| 18 september | Lady Gaga                                                       | Perfect illusion                                 |
| 25 september | Jain                                                            | Come                                             |
| 2 oktober    | Jain                                                            | Come                                             |
| 9 oktober    | Jain                                                            | Come                                             |
| 16 oktober   | Jain                                                            | Come                                             |
| 23 oktober   | Ruth Lorenzo                                                    | Voces                                            |
| 30 oktober   | David Bisbal                                                    | Antes que no                                     |
| 6 november   | Shakira & Maluma                                                | Chantaje                                         |
| 13 november  | Pablo Lópes                                                     | Hijos del verbo amar                             |
| 20 november  | Carlos Vives & Shakira                                          | La bicicleta                                     |
| 27 november  | Carlos Vives & Shakira                                          | La bicicleta                                     |
| 4 december   | Shakira & Maluma                                                | Chantaje                                         |
| 11 december  | Antonio Orozco, Alejandro Sanz, Malú, Manuel Carrasco & Melendi | Mi héroe                                         |
| 18 december  | Zayn & Taylor Swift                                             | I don't wanna live forever (Fifty shades darker) |
| 25 december  | Manuel Carrasco                                                 | Desde aquí del otro lado                         |